# Operation Fortune: Ruse de Guerre
Operation Fortune: Ruse de Guerre (anteriormente titulada Five Eyes), conocida en España como Operación Fortune: el gran engaño y en Hispanoamérica como Agente Fortune: el gran engaño. Es una película de comedia de acción de espías estadounidense de 2023 dirigida por Guy Ritchie y escrita por Ritchie, Ivan Atkinson y Marn Davies. La película está protagonizada por Jason Statham, Aubrey Plaza, Josh Hartnett, Cary Elwes, Bugzy Malone y Hugh Grant.
Operation Fortune: Ruse de Guerre se estrenó en cines internacionales el 4 de enero de 2023.

## Sinopsis
El superespía Orson Fortune y su equipo de agentes reclutan a la estrella de cine más grande de Hollywood, Danny Francesco, para ayudarlos en una misión encubierta para evitar que el traficante de armas multimillonario Greg Simmonds venda una nueva tecnología de armas mortal que amenaza con alterar el orden mundial.

## Reparto
- Jason Statham como Orson Fortune
- Aubrey Plaza como Sarah Fidel
- Cary Elwes como Nathan Jasmine
- Hugh Grant como Greg Simmonds
- Josh Hartnett como Danny Francesco
- Bugzy Malone como J.J. Davies
- Eddie Marsan como Knighton
- Peter Ferdinando como Mike
- Lourdes Faberes como Emilia
- Max Beesley como Ben Harris
- Eugenia Kuzmina como Marcia
- Bestemsu Özdemir como Vivienne
- Kaan Urgancıoğlu como Casa
- Tom Rosenthal como Trent

## Elenco
El guion fue escrito por Ivan Atkinson, Marn Davies y Ritchie. Producido por Miramax, el proyecto será distribuido por STXfilms. En diciembre del mismo año, Aubrey Plaza se unió al elenco. En enero de 2021, el elenco se completó con Cary Elwes, Bugzy Malone y Josh Hartnett en papeles secundarios. En febrero de 2021, Hugh Grant se unió al elenco.
La fotografía principal comenzó el 14 de enero de 2021 y el rodaje se llevó a cabo en Antalya, Turquía, Farnborough y Catar. Anteriormente conocida como Five Eyes, la película pasó a llamarse oficialmente Operation Fortune: Ruse de Guerre en septiembre de 2021.

## Lanzamiento
Operation Fortune: Ruse de Guerre estaba programada para ser estrenada por STX Entertainment. Originalmente,estaba programada para su estreno el 21 de enero de 2022 y el 18 de marzo de 2022. El 18 de febrero de 2022, la película fue retirada del programa de estreno sin comentarios por parte del estudio. Los informes indican que la película se retiró del estreno, no debido a la pandemia de COVID-19 como antes, sino porque presentaba a gánsteres de nacionalidad ucraniana como los principales secuaces del antagonista Greg Simmonds. Los productores de la película pensaron que sería de mal gusto, a la luz de la guerra ruso-ucraniana en curso que desató la indignación mundial, que la película presentara "malos ucranianos". En noviembre de 2022, en medio de la reestructuración de STX, se informó que la película probablemente se estrenaría a nivel nacional a través de un servicio de transmisión, mientras que sus distribuidores internacionales seguirían adelante con el estreno de la película en cines, que comenzó el 4 de enero de 2023.